# 超対称性粒子
超対称性粒子（ちょうたいしょうせいりゅうし、英語: supersymmetric particle、SUSY粒子） は、超対称性によって予想される粒子の分類である。既存のある粒子に対し、スピンが1/2ずれるだけで、電荷などは等値の素粒子。スピンが1/2ずれるため、既存のフェルミオンに対し未知のボソン、既存のボソンに対し未知のフェルミオンが対となる。対をなす相方を超対称性パートナー (supersymmetric partner) という。
超対称性粒子の中で最も軽いものはLSP (Lightest Supersymmetric Particle) と呼ばれる。英語: R-parityの保存を仮定すればその粒子は崩壊しない安定粒子となるため、LSPが電気的に中性であればダークマターの候補となる。
現在の宇宙ではこのような粒子は観測されていない。少なくとも低エネルギーでは超対称性は破れており、超対称性の破れによって粒子とその超対称パートナーの質量が異なっていると考えられている。
実験での直接探索ではLEPやTevatron, 2008年からはCERNの加速器LHCが行われているがこれまでのところ兆候は見つかっていない。　CERNが掲載した最新の論文(2021)では、「超対称性粒子が、いかなる条件でも全く観察されなかった」ことを改めて報告した。
少なくとも、13TeVのエネルギーで探索できる領域までにはSUSY粒子が存在しないことが示唆された。仮にヒッグス粒子の超対称パートナーである「ヒグシーノ」が暗黒物質である場合、LHCの探索実験の死角に入りやすいとされている。

## 命名法
ボソンに対するフェルミオンの超対称性パートナーは、元のボース粒子の名の語尾を-inoとする。-inoは「小さい」という意味。
フェルミオンに対するボソンの超対称性パートナーは、元のフェルミ粒子の名の語頭にs-をつける。s-はスカラーの略で、フェルミオンに対する超対称性粒子はスピンが0のスカラー粒子であることを表す。略さず「スカラー」を頭につけることもある。

## 主な超対称性粒子
- ボシーノ (bosino) ⇔ （通常の）ボソン
  - ゲージーノ (gaugino) ⇔ ゲージ粒子
    - フォティーノ (photino) ⇔ 光子（フォトン）
    - ウィーノ (wino) ⇔ Wボソン
    - ジーノ (zino) ⇔ Zボソン
    - グルイーノ (gluino) ⇔ グルーオン
    - グラヴィティーノ (gravitino) ⇔ 重力子（グラヴィトン）

  - ヒグシーノ (higgsino) ⇔ ヒッグス粒子
    - 中性ヒグシーノ ⇔ 中性ヒッグス粒子
    - 荷電ヒグシーノ ⇔ 荷電ヒッグス粒子

  - 混合状態
    - ニュートラリーノ (neutralino) = フォティーノ + ジーノ + 中性ヒグシーノ
    - チャージーノ (chargino) = ウィーノ + 荷電ヒグシーノ

  - アクシーノ (axino) ⇔ アクシオン
- スフェルミオン (sfermion) ⇔ （通常の）フェルミオン
  - スクォーク (squark) ⇔ クォーク
    - sdown、sup、sstrange、scharm、sbottom、stop

  - スレプトン (slepton) ⇔ レプトン
    - セレクトロン (selectron) ⇔ 電子（エレクトロン）
    - スミューオン (smuon) ⇔ ミューオン
    - スタウ (stau) ⇔ タウオン
    - スニュートリノ (sneutrino) ⇔ ニュートリノ
      - e-sneutrino、μ-sneutrino、τ-sneutrino

  - サクシオン (saxion) ⇔ アクシーノ